# 1267 Geertruida
Geertruida (asteróide 1267) é um asteróide da cintura principal com um diâmetro de 23,41 quilómetros, a 2,0236113 UA. Possui uma excentricidade de 0,1800208 e um período orbital de 1 416,04 dias (3,88 anos).
Geertruida tem uma velocidade orbital média de 18,959663 km/s e uma inclinação de 4,78589º.
Esse asteróide foi descoberto em 23 de Abril de 1930 por Hendrik van Gent.